# Ute Starke
Ute Starke (Eisleben, Alemania, 14 de enero de 1939) es una gimnasta artística alemana que, compitiendo con Alemania del Este, consiguió ser medallista de bronce olímpica en 1968 en el concurso por equipos.

## Carrera deportiva
En los JJ. OO. de México 1968 consigue el bronce en el concurso por equipos, tras la Unión Soviética y Checoslovaquia, siendo sus compañeras: Marianne Noack, Karin Janz, Magdalena Schmidt, Maritta Bauerschmidt y Erika Zuchold.